# Marcin Dymała
Marcin Dymała (ur. 6 lipca 1990) – polski koszykarz występujący na pozycji rzucającego obrońcy, obecnie zawodnik Górnika Trans.eu Wałbrzych.
10 lipca 2019 dołączył do Miasta Szkła Krosno. 
29 czerwca 2020 został zawodnikiem Arged BM Slam Stali Ostrów Wielkopolski. 31 grudnia zawarł umowę z I-ligową Energą Kotwica Kołobrzeg. W lipcu 2021 trafił do Górnika Trans.eu Wałbrzych.

## Osiągnięcia
Stan na 8 maja 2022.
Drużynowe
- Awans do EBL ze Spójnią Stargard (2018)

Indywidualne
- Zaliczony do I składu I ligi (2017)[5]
- Lider:
  - strzelców mistrzostw Polski juniorów starszych (2009)

Reprezentacja
- Brązowy medalista mistrzostw Europy U–20 dywizji B (2010)